# Bastheim (Adelsgeschlecht)

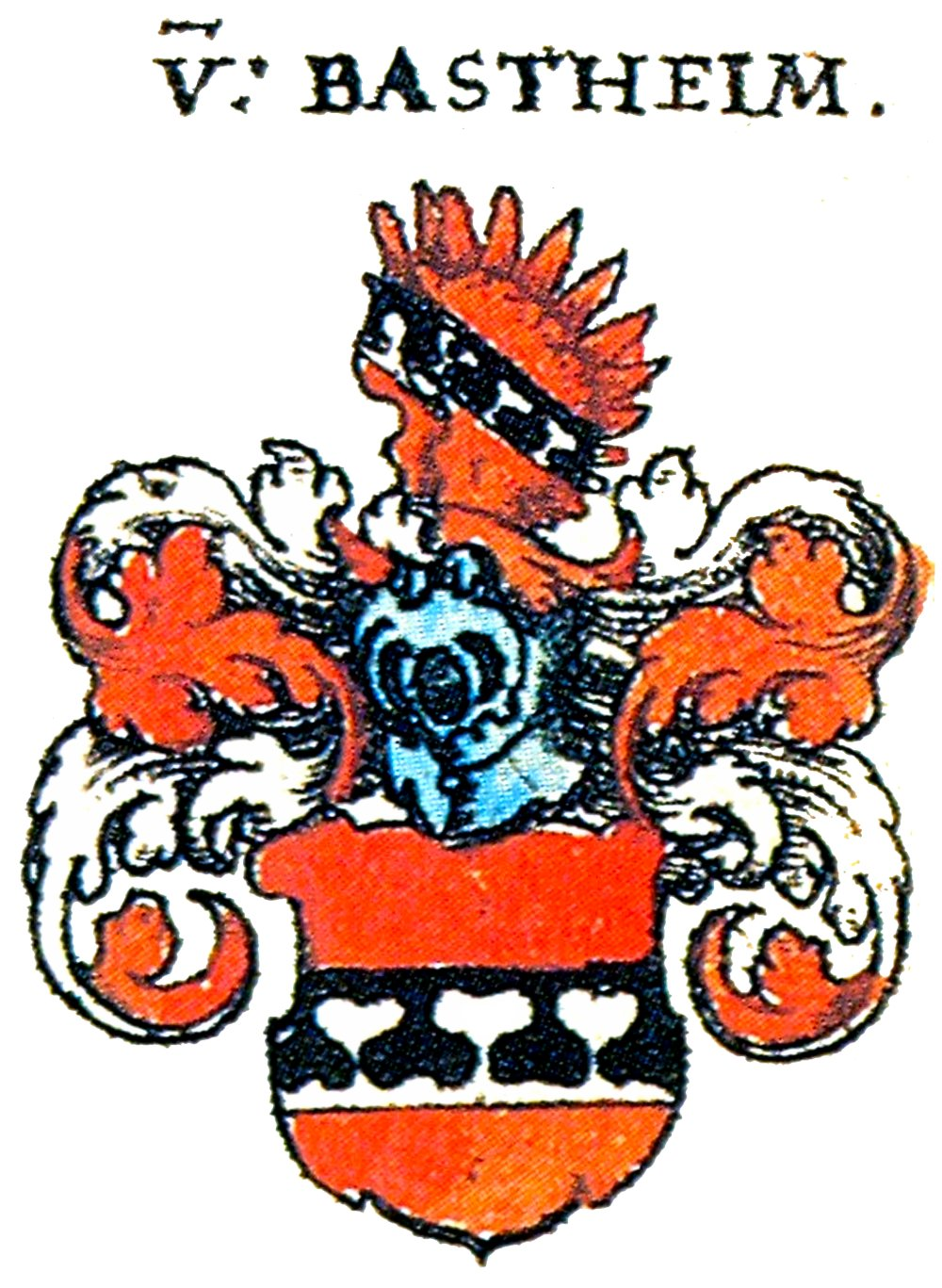
Das Wappen derer von Bastheim in Siebmachers Wappenbuch

Die von Bastheim waren ein fränkisches Adelsgeschlecht mit Sitz in Bastheim, wo es ein Wasserschloss errichtet hatte. Es besaß Güter in der Vorderen Rhön, im Territorium der Abtei Fulda und dem Grabfeld, auf dessen Entwicklung es einigen Einfluss hatte.
Es gab von 1180 bis 1848 nachgewiesene Vertreter dieser Familie. 1355 eroberte der mit dem Adelsgeschlecht verfeindete Bischof Albrecht II. von Würzburg Bastheim, verlieh es aber Otto von Bastheim, Siegfried vom Stein und Gobel Truchseß von Bastheim  wieder als Mannlehen, nachdem diese Abbitte geleistet hatten. Nach dem Aussterben des Geschlechts im 19. Jahrhundert kauften Bastheimer Bauern die in Bastheim gelegenen Güter auf, wodurch das Dorf einen wirtschaftlichen Aufschwung erlebte.

## Wappen
Blasonierung: In Rot ein von Schwarz und Silber im Wolkenschnitt geteilter Querbalken. Helmzier ein geschlossener roter Flug, darauf ein schrägrechter von Schwarz und Silber im Wolkenschnitt geteilter Balken. Helmdecken rot-silbern.